# Кришна-чайтанья-чаритамрита-махакавья
«Кри́шна-чайта́нья-чарита́мрита-махака́вья» или просто «Чайтанья-чаритамрита-махакавья» (IAST: Caitanya-caritāmṛta-mahākāvya) — гаудия-вайшнавский агиографический текст на санскрите, описывающий жизнь основоположника традиции гаудия-вайшнавизма Чайтаньи (1486—1534) и его ближайших сподвижников. «Кришна-чайтанья-чаритамрита-махакавья» была составлена около 1560 года, через две декады после смерти Чайтаньи. Автором текста был бенгальский поэт и драматург Кавикарнапура.